# Kelvin Mateus de Oliveira
Kelvin Mateus de Oliveira (* 1. Juni 1993 in Curitiba) ist ein brasilianischer Fußballspieler und steht beim heimischen Zweitligisten Volta Redonda FC unter Vertrag.

## Karriere
Kelvin debütierte 2010 im Team des brasilianischen Zweitligisten Paraná. Im Sommer 2011 wechselte er zum portugiesischen Erstligisten FC Porto. In der Saison 2012/13 schoss Kelvin am 29. Spieltag den Siegtreffer zum 2:1 gegen Benfica Lissabon und sicherte Porto zwei Punkte Vorsprung im Meisterschaftsrennen mit Benfica. Anschließend gewann er mit Porto die erste Meisterschaft in seiner Karriere. Am 13. Januar 2015 wechselte Kelvin auf Leihbasis zu Palmeiras São Paulo. Mit dem Klub konnte Klevin 2015 den nationalen Pokal gewinnen. 2016 kehrte er nicht zu Porto zurück. Es schloss ein weiteres Leihgeschäft mit dem Lokalrivalen von Palmeiras dem FC São Paulo an. Nach Ende der Meisterschaft 2016 kehrte Kelvin zu Porto zurück und kam nach der Winterpause 2016/17 noch zu einem Einsatz. Danach ging es im Februar wieder nach Brasilien. Beim CR Vasco da Gama erhielt er einen Leihvertrag bis Ende 2017. Die Leihe wurde später noch um ein Jahr verlängert. Im April 2019 wechselte Kelvin fest zurück nach Brasilien. Er erhielt einen Vertrag bei Fluminense Rio de Janeiro. Nachdem Kelvin bei Fluminense über die Rolle eines Reservespielers nicht hinaus gekommen war, wechselte er noch im Zuge der laufenden Meisterschaft in die Série B zum Coritiba FC. Nachdem der Klub die Saison als Tabellendritter abgeschlossen hatte, stieg der in die Campeonato Brasileiro Série A 2020 auf. Kelvin machte diesen Aufstieg nicht mit, er wurde an den Série B Klub Avaí FC abgegeben. Nach ein paar Monaten ging es weiter zu Botafogo FR und dann im folgenden Jahr war Kelvin für den Vila Nova FC aktiv. Anfang 2022 ging er nach Bolivien zum Club Always Ready und im folgenden Juni verpflichtete ihn der japanische Zweitligist FC Ryūkyū. Am Ende der Saison 2022 belegte Ryūkyū den vorletzten Tabellenplatz und musste in die dritte Liga absteigen. Nach einem weiteren Jahr in Japan kehrte er Anfang 2024 in seine Heimat Brasilien zurück und schloss sich Clube do Remo in der drittklassigen Série C an. Zur Saison 2025 ging er dann weiter zum Zweitliga-Aufsteiger Volta Redonda FC.

## Erfolge
FC Porto
- Primeira Liga: 2012/13
- Portugiesischer Fußball-Supercup: 2012/13
- Taça da Liga: 2012/13

Palmeiras
- Copa do Brasil: 2015

Vasco da Gama
- Taça Rio: 2017